# Britt Lundgren
Britt Ebba Maria Lundgren-Håkansson, född 4 oktober 1916 i Malmö Sankt Johannes församling, död 6 januari 2005 i Maria Magdalena församling i Stockholm, var en svensk fotograf, bildkonstnär, huvudsakligen verksam som tecknare och målare.
Lundgren studerade konst vid Slöjdföreningens skola i Göteborg 1934–1936, därefter studerade hon en tid för Hjalmar Eldh i Göteborg samt under en kortare tid 1946 vid Otte Skölds målarskola i Stockholm. Hon tilldelades 1951 ett stipendium av franska staten för studier vid Académie de la Grande Chaumière i Paris. Därefter studerade hon 1953–1954 i Ravenna i Italien på ett stipendium av den italienska staten. Hennes konst består av figursaker och stilleben utförda i olja.
Britt Lundgren finns representerad i bland annat Sundsvalls museum, Kirunas gamla stadshus, inom Statens konstråd, Landstinget samt i kommunala och privata samlingar.

## Fotnoter
1. ↑   Sveriges dödbok 1901–2009 (DVD-rom) (Version 5.0). Solna: Sveriges släktforskarförbund. 2010. Libris 11931231. ISBN 978-91-87676-59-8